# Twin Peaks: Fire Walk with Me
Twin Peaks: Fire Walk with Me är en amerikansk-fransk film från 1992 i regi av David Lynch, som även skrivit filmens manus tillsammans med Robert Engels. Filmen är en så kallad prequel, som berör händelser som föregår handlingen i TV-serien Twin Peaks, med fokus på mordoffret Laura Palmers sista dagar i livet innan hon blev mördad.

## Handling
Den unga servitrisen Teresa Banks (Pamela Gidley) hittas mördad i den lilla orten Deer Meadow. Mordutredningen leds till en början av FBI-agenterna Chester Desmond (Chris Isaak) och Sam Stanley (Kiefer Sutherland).
Det visar sig att Teresa, som varit verksam som prostituerad, mördats av en sina kunder, Leland Palmer (Ray Wise). Denne har i sin tur fått kontakt med Teresa via en anonym annons som han svarat på i tron att den satts in av hans egen dotter, Laura Palmer (Sheryl Lee). Teresa, som känner Laura väl, har på något sätt insett att Leland är Lauras far och försöker utpressa honom på pengar. Leland slår då ihjäl Teresa, påverkad av den onde anden Bob (Frank Silva).
Utredningen avbryts tillfälligt då Chester Desmond försvinner spårlöst. Special Agent Dale Cooper (Kyle MacLachlan) får ta över fallet, men lyckas inte hitta några konkreta spår eller ledtrådar som för utredningen framåt. Han berättar dock för sin kollega, Agent Albert Rosenfield (Miguel Ferrer), att han har en intuitiv känsla av att mördaren kommer att slå till igen, och att han då vill att Albert skall hjälpa honom lösa fallet.
Ett år senare, i den idylliska småstaden Twin Peaks i delstaten Washington, börjar den 17-åriga skönhetsdrottningen Laura Palmer inse något som funnits i hennes undermedvetna sedan många år; att hon sedan 12-årsåldern blivit sexuellt utnyttjad av den ondskefulla gestalten Bob. För att förtränga dessa traumatiska upplevelser missbrukar hon narkotika och prostituerar sig. Hon engagerar sig också i diverse ideella verksamheter i Twin Peaks, hon undervisar Josie Packard i engelska, hjälper Norma Jennings (Peggy Lipton) och Shelly Johnson (Mädchen Amick) med matprogrammet "Meals on Wheels" (där hon utvecklat en nära bekantskap med en av kunderna, enstöringen Harold Smith (Lenny Von Dohlen)) samt hjälper till att ta hand om Benjamin Hornes utvecklingsstörde son Johnny.
Lauras liv är i spillror men hon försöker in i det sista upprätthålla en värdig fasad. Man får också träffa hennes närmaste bekanta i Twin Peaks; bästa väninnan Donna Hayward (Moira Kelly), officielle pojkvännen Bobby Briggs (Dana Ashbrook) och den hemlige dito James Hurley (James Marshall). Vi får också se hur hon prostituerar sig tillsammans med Ronette Pulaski (Phoebe Augustine), på uppdrag av deras hallick Jacques Renault (Walter Olkewicz) och dennes kumpan Leo Johnson (Eric Da Re).
Till sist tvingas dock Laura inse och acceptera vem Bob egentligen är; hennes egen far, Leland Palmer. När denne inser att Laura förstått vem han är mördar han henne, påverkad av Bob. Laura låter sig villigt mördas, hon föredrar att offra sitt eget liv hellre än att låta sig styras och kontrolleras av Bob.
Filmen slutar med att Laura Palmer träffar Agent Cooper i en himmelrikesliknande paradisvärld, "The White Lodge". Hennes jordiska liv är till ända men hennes själ är fri från Bob och har till sist fått ro.

## Rollista i urval
- Sheryl Lee – Laura Palmer
- Ray Wise – Leland Palmer
- Kyle MacLachlan – Special Agent Dale Cooper
- Mädchen Amick – Shelly Johnson
- Dana Ashbrook – Bobby Briggs
- Phoebe Augustine – Ronette Pulaski
- David Bowie – Special Agent Phillip Jeffries
- Eric Da Re – Leo Johnson
- Miguel Ferrer – Special Agent Albert Rosenfield
- Pamela Gidley – Teresa Banks
- Heather Graham – Annie Blackburn
- Chris Isaak – Special Agent Chester Desmond
- Moira Kelly – Donna Hayward
- Peggy Lipton – Norma Jennings
- David Lynch – Bureau Chief Gordon Cole
- James Marshall – James Hurley
- Jürgen Prochnow – Woodsman
- Harry Dean Stanton – Carl Rodd
- Kiefer Sutherland – Agent Sam Stanley
- Lenny Von Dohlen – Harold Smith
- Grace Zabriskie – Sarah Palmer
- Frances Bay – Mrs. Tremond (Chalfont)
- Catherine E. Coulson – Margaret Lanterman / "The Log Lady"
- Michael J. Anderson – The Man from Another Place
- Frank Silva – Killer BOB
- Walter Olkewicz – Jacques Renault
- Al Strobel – Phillip Michael Gerard / MIKE
- Gary Hershberger – Mike Nelson